# Meyersdale
Meyersdale é um distrito localizado no estado norte-americano de Pensilvânia, no Condado de Somerset. No passado, a principal indústria de Meyersdale era a extracção de carvão.

## Demografia
Segundo o censo norte-americano de 2000, a sua população era de 2473 habitantes.
Em 2006, foi estimada uma população de 2322, um decréscimo de 151 (-6.1%).

## Geografia
De acordo com o United States Census Bureau tem uma área de
2,2 km², dos quais 2,2 km² cobertos por terra e 0,0 km² cobertos por água. Meyersdale localiza-se a aproximadamente 644 m acima do nível do mar.

## Localidades na vizinhança
O diagrama seguinte representa as localidades num raio de 16 km ao redor de Meyersdale.